# Zugzwang
Zugzwang ist eine Situation in Spielen mit abwechselnder Zugpflicht, in der die am Zug befindliche Partei einen Vorteil davon hätte, wenn nicht sie, sondern die Gegenpartei ziehen müsste. Ein Spiel mit abwechselnder Zugpflicht ist beispielsweise Schach. Eine Situation, in der jede der beiden Parteien, falls sie am Zug wäre, im Zugzwang ist, wird als gegenseitiger Zugzwang (mitunter auch reziproker oder mutualer Zugzwang) bezeichnet.
Umgangssprachlich bezeichnet der Ausdruck Zugzwang im Gegensatz dazu meist eine Situation, in der jemand zu einer bestimmten Handlung oder allgemein zu einer Reaktion auf eine Herausforderung gezwungen ist. Diese Handlung kann, muss aber nicht unbedingt nachteilige Folgen haben.

## Zum Begriff
Als Urheber des Fachwortes wird der deutsche Schachspieler Max Lange genannt. Die früheste bekannte Verwendung erfolgte 1858 in einem Artikel der Berliner Schachzeitung. Das Wort wurde als Germanismus in viele Sprachen, unter anderem ins Englische und Russische übernommen. Das Oxford English Dictionary führt eine Belegstelle aus dem vom damaligen Schachweltmeister Emanuel Lasker herausgegebenen Lasker’s Chess Magazine (Februar 1905, S. 166) an.

## Notation
In der kommentierenden Notation von Schachpartien wird der Zeitschrift Schachinformator zufolge für Zugzwang das Symbol ⊙ verwendet.

## Gegenseitiger Zugzwang
Das folgende Beispiel zeigt einen typischen gegenseitigen Zugzwang:
|   | a | b | c | d | e | f | g | h |   |
| 8 |   |   |   |   |   |   |   |   | 8 |
| 7 |   |   |   |   |   |   |   |   | 7 |
| 6 |   |   |   |   |   |   |   |   | 6 |
| 5 |   |   |   |   |   |   |   |   | 5 |
| 4 |   |   |   |   |   |   |   |   | 4 |
| 3 |   |   |   |   |   |   |   |   | 3 |
| 2 |   |   |   |   |   |   |   |   | 2 |
| 1 |   |   |   |   |   |   |   |   | 1 |
|   | a | b | c | d | e | f | g | h |   |

Weiß hat einen Mehrbauern und möchte die Partie gewinnen, Schwarz möchte sich ins Remis retten. In der Diagrammstellung herrscht jedoch gegenseitiger Zugzwang:
Ist Weiß am Zug, kann er nur Remis erreichen: Zieht sein König nach c6, so ist Schwarz patt. Auf alle anderen Königszüge schlägt der schwarze König den dann ungedeckten weißen Bauern auf c7, wonach die Partie ebenfalls remis ist.
Ist Schwarz am Zug, verliert er: Denn 1. … Kc8–b7 ist der einzig mögliche und daher erzwungene Zug. Darauf folgt 2. Kd6–d7 und im nächsten Zug erreicht der weiße Bauer die achte Reihe mit Umwandlung in eine Dame oder einen Turm, wonach Weiß in wenigen Zügen matt setzt.
Das folgende Beispiel zeigt einen gegenseitigen Zugzwang, bei dem der am Zug befindliche Spieler verliert. Die Zugpflicht kostet hier also nicht nur einen halben, sondern sogar einen ganzen Punkt. Ein solcher Spezialfall des gegenseitigen Zugzwangs wird, vor allem im englischen Sprachraum, als „Trébuchet“ (französisch für Blide) bezeichnet.
|   | a | b | c | d | e | f | g | h |   |
| 8 |   |   |   |   |   |   |   |   | 8 |
| 7 |   |   |   |   |   |   |   |   | 7 |
| 6 |   |   |   |   |   |   |   |   | 6 |
| 5 |   |   |   |   |   |   |   |   | 5 |
| 4 |   |   |   |   |   |   |   |   | 4 |
| 3 |   |   |   |   |   |   |   |   | 3 |
| 2 |   |   |   |   |   |   |   |   | 2 |
| 1 |   |   |   |   |   |   |   |   | 1 |
|   | a | b | c | d | e | f | g | h |   |

In der Diagrammstellung sind beide Spieler im Zugzwang.
Beide Könige haben jeweils den gegnerischen Bauern angegriffen und verteidigen zugleich den eigenen Bauern. Wer am Zug ist, muss den Schutz des eigenen Bauern aufgeben, verliert diesen und damit die Partie.

## Bedeutung in der Schachkomposition
In der Schachkomposition wird Zugzwang als paradoxes Element häufig verwendet.
So wurden die Endspiel-Datenbanken mittels spezieller Programme nach Stellungen gegenseitigen Zugzwangs systematisch durchsucht und diese Stellungen in der Zeitschrift EG publiziert.

## Zugwechselmanöver
Um einen auf Verlust stehenden Gegner in Zugzwang zu bringen, werden besonders im Endspiel Zugwechselmanöver ausgeführt:
- Der einfachste Fall ist ein Wartezug. Das ist ein Zug, der keine neuen Drohungen schafft, aber alle wesentlichen Möglichkeiten der eigenen Stellung aufrechterhält.
- Gibt es keinen Wartezug, dann wird oft ein sogenanntes Dreiecksmanöver angewandt.
- Allerdings gibt es auch andere Zugwechselmanöver. Eine Aufgabe von Manfred Zucker, Der Tagesspiegel, 30. September 1990 zeigt, wie die Dame ein Trapez beschreibt, um ein Tempo abzugeben: sie führt vier Züge aus und die Gegenpartei nur drei Züge, um die ursprüngliche Stellung zu erreichen.

## Herstellen einer Zugzwangstellung
|   | a | b | c | d | e | f | g | h |   |
| 8 |   |   |   |   |   |   |   |   | 8 |
| 7 |   |   |   |   |   |   |   |   | 7 |
| 6 |   |   |   |   |   |   |   |   | 6 |
| 5 |   |   |   |   |   |   |   |   | 5 |
| 4 |   |   |   |   |   |   |   |   | 4 |
| 3 |   |   |   |   |   |   |   |   | 3 |
| 2 |   |   |   |   |   |   |   |   | 2 |
| 1 |   |   |   |   |   |   |   |   | 1 |
|   | a | b | c | d | e | f | g | h |   |

Schwarz hatte bereits nach 30. h4 aufgegeben. Nach der möglichen Zugfolge 30. … h5 31. Kh2 g6 entsteht die Diagrammstellung.  Zieht Weiß nun 32. g2–g3, befindet sich Schwarz im Zugzwang: Der Springer auf c6 ist gefesselt und die anderen Figuren sind an die Verteidigung dieses Springers gebunden, der König hat c7 zu verteidigen. Auf g6–g5 folgt einfach Sf3xg5. Sobald Schwarz dann eine Figur ziehen muss, bricht seine Stellung zusammen: Nach einem Zug des Springers e7 folgt Lxc6, andere Züge werden mit b5 nebst Figurengewinn beantwortet.
Weitere praktische Beispiele für einen Zugzwang sind die Unsterbliche Zugzwangpartie und die Partie Bogoljubow – Aljechin, Hastings 1922.

## Probleme in der Schachprogrammierung
|   | a | b | c | d | e | f | g | h |   |
| 8 |   |   |   |   |   |   |   |   | 8 |
| 7 |   |   |   |   |   |   |   |   | 7 |
| 6 |   |   |   |   |   |   |   |   | 6 |
| 5 |   |   |   |   |   |   |   |   | 5 |
| 4 |   |   |   |   |   |   |   |   | 4 |
| 3 |   |   |   |   |   |   |   |   | 3 |
| 2 |   |   |   |   |   |   |   |   | 2 |
| 1 |   |   |   |   |   |   |   |   | 1 |
|   | a | b | c | d | e | f | g | h |   |

Diagramm 1: Schweres Problem für einen Schachcomputer der ersten Generation.
|   | a | b | c | d | e | f | g | h |   |
| 8 |   |   |   |   |   |   |   |   | 8 |
| 7 |   |   |   |   |   |   |   |   | 7 |
| 6 |   |   |   |   |   |   |   |   | 6 |
| 5 |   |   |   |   |   |   |   |   | 5 |
| 4 |   |   |   |   |   |   |   |   | 4 |
| 3 |   |   |   |   |   |   |   |   | 3 |
| 2 |   |   |   |   |   |   |   |   | 2 |
| 1 |   |   |   |   |   |   |   |   | 1 |
|   | a | b | c | d | e | f | g | h |   |

Diagramm 2: Schwarz opferte den Turm, um eine gewinnbringende Zugzwangstellung zu erlangen.
In der Schachprogrammierung stellen Zugzwangstellungen ein Problem für weit verbreitete Pruning-Algorithmen wie den Nullmove-Algorithmus dar, da dessen Prämisse in einer Zugzwangstellung nicht mehr erfüllt ist.
In der Diagrammstellung (1) war es für Schachprogramme der ersten Generation nicht unüblich, dass sie nur ein Remis erkannten. Der Gewinnweg für Schwarz besteht in 1. … Td6–d7+ 2. Kg7–g8 (bzw. f8, g6 oder h6 mit Zugumstellung) 2. … Td7–d8+ 3. Kg8–g7. Daraufhin postiert Schwarz mit 3. … Td8–h8 seinen Turm ungedeckt auf h8. Entscheidet sich Weiß dafür, den Turm mit 4. Kg7xh8 zu schlagen, so kann Schwarz mit 4. … Ke6–f7 den weißen König einsperren und so die Position in Diagramm (2) erreichen.
Die aktuelle Generation der Computerprogramme erkennt diesen Gewinnweg ohne große Verzögerung.
Weiß ist gezwungen, mit dem Bauern auf b2 oder h2 zu ziehen, da sein König auf h8 nicht ziehen kann. Zieht Weiß mit dem h2-Bauern, so pendelt der schwarze König zwischen den Feldern f7 und f8, sodass der weiße König weiterhin eingesperrt bleibt. Sobald der h2-Bauer auf h6 angekommen ist, kann auch dieser nicht mehr ziehen. Weiß hat nur die beiden Züge b2–b4 und b2–b3 zur Auswahl. Daraufhin schlägt Schwarz mit a4xb3 (evtl. en passant) den weißen b-Bauern und setzt Weiß mit folgendem b3–b2–b1D (Umwandlung in Dame) und Db1–a1 Matt oder b3–b2–b1T (Umwandlung in Turm) und Tb1–b8 matt. Eine mögliche Variante ist: 5. h2–h3 Kf7–f8 6. h3–h4 Kf8–f7 7. h4–h5 Kf7–f8 8. h5–h6 Kf8–f7 9. b2–b4 a4xb3 e.p. 10. a3–a4 b3–b2 11. a4–a5 b2–b1D 12. a5–a6 Db1–a1#.
Falls Weiß nach 3. … Td8–h8 den schwarzen Turm nicht schlägt, pendelt der schwarze König solange zwischen e7 und e8, beziehungsweise wenn Weiß Kh6 zieht, zwischen f6 und f7, bis Weiß wiederum die Bauernzüge ausgehen. Danach muss Weiß den Turm auf h8 schlagen, worauf der schwarze König nach f7 zieht (mit Übergang in die oben beschriebene Variante), oder Kg7–g6 ziehen, worauf Schwarz mit Ke7–f8 gewinnt.

## Weitere Beispiele für Zugzwang
- Henry Augustus Lovedays Dreizüger, siehe Indisches Problem.

## Erwähnungen in der Kultur
Ein Kriminalroman des nordirischen Autors Ronan Bennett, der vor dem Hintergrund des Schachturniers 1914 in Sankt Petersburg spielt, erschien 2006 unter dem Titel Zugzwang. Der Internet-Fernsehsender Rocket Beans TV veranstaltet seit Sommer 2020 in unregelmäßigen Abständen ein Onlineschach-Turnier namens Zugzwang. Im Jahr 2025 sendete die ARD einen Film in der Reihe Tatort mit dem Titel Zugzwang, der während eines fiktiven Weltmeisterschaftskandidatenturniers spielt.